# Acrilamidă
Acrilamida (denumită și amidă acrilică) este un compus organic din clasa amidelor, cu formula chimică CH2=CHC(O)NH2. Este un compus solid, alb, inodor, solubil în apă și alți solvenți organici. Este produsă la nivel industrial, fiind un precursor al poliacrilamidelor (substanțe folosite ca agenți de îngroșare și de floculare). Acrilamida este un compus toxic, iar faptul că este întâlnită în unele produse alimentare gătite a atras atenția asupra posibilelor pericole de sănătate pe care le poate cauza.

## Obținere
Acrilamida se poate obține în urma reacției de hidroliză a acrilonitrilului. Reacția este catalizată de acid sulfuric sau alte săruri metalice, însă cataliza poate fi și enzimatică, caz în care se folosește o nitril-hidratază.
Acrilamida este un produs secundar care apare în urma procesului de gătire al produselor alimentare, ca urmare a reacției dintre asparagină și glucoză. Această reacție de condensare este o reacție Maillard, iar produsul de condensare, prin dehidrogenare, duce la formarea de N-(D-glucoz-1-il)-L-asparagină, care prin piroliză generează unele acilamide, printre care și acrilamida.